# Katherine Freese

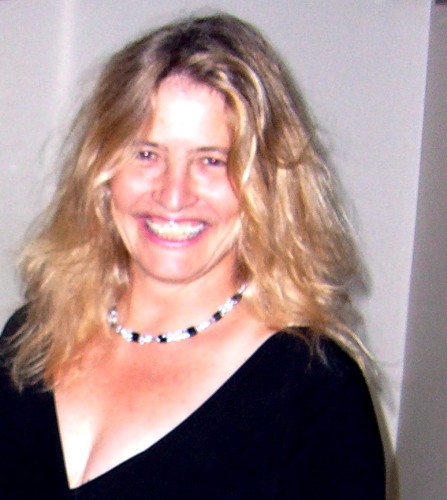
Katherine Freese

Katherine Freese (* 8. Februar 1957 in Freiburg im Breisgau) ist eine deutsch-US-amerikanische Astrophysikerin.

## Leben
Freese studierte Physik an der Princeton University mit dem Bachelor-Abschluss 1977 und an der Columbia University mit dem Master-Abschluss 1981. Sie wurde 1984 an der University of Chicago bei David Schramm promoviert. Als Post-Doktorandin war sie am Harvard-Smithsonian Center for Astrophysics, am Kavli Institute for Theoretical Physics und an der University of California, Berkeley. 1987 wurde sie Assistant Professor am Massachusetts Institute of Technology und 1998 Professorin an der University of Michigan, an der sie seit 1991 ist. Dort ist sie George E. Uhlenbeck Professor. 2007 bis 2014 war sie Associate Director des Michigan Center for Theoretical Physics. 2014 bis 2016 war sie Direktorin der Nordita und sie war auch Gastprofessorin an der Universität Stockholm.
Sie ist seit 1987 verheiratet, hat ein Kind und ist US-Staatsbürgerin. 1989 wurde sie Sloan Research Fellow, 1990 erhielt sie einen Presidential Young Investigator Award und 2012 wurde sie Simons Foundation Fellow. Sie ist Fellow der American Physical Society (2012), die ihr für 2019 den Julius-Edgar-Lilienfeld-Preis zusprach, und Ehrendoktor der Universität Stockholm (2012). 1999 war sie Gastprofessorin am Max-Planck-Institut für Physik in München, 2002 an der Columbia University, 2007 Visiting Miller Professor in Berkeley, 2008 am Perimeter Institute for Theoretical Physics und 2012 am Caltech und am CERN. Freese wurde 2020 in die National Academy of Sciences gewählt.

## Wirken
Freese befasst sich mit theoretischer Kosmologie (Inflation), Astroteilchenphysik, dunkler Materie und dem frühen Universum.
Sie trug dazu bei, große massive Objekte (MACHO) wie weiße Zwerge oder schwach leuchtende Sterne als Kandidaten für dunkle Materie auszuschließen (nach Freese können weiße Zwerge maximal 20 Prozent der dunklen Materie in Galaxien ausmachen) und sie schlug durch detaillierte Berechnungen Experimente zum Nachweis supersymmetrischer dunkler Materie vor (sogenannte WIMPs). Unter anderem schlug sie einen direkten Nachweis über jährliche Variationen (Bewegung der Erde) in kryogenen Detektoren vor und indirekte Beobachtung über Annihilation von WIMPs in der Erde. Außerdem untersuchte sie die Auswirkungen von dunkler Materie im Sagittarius-Strom auf Experimente. Sie schlug Annihilation dunkler Materie als Energiequelle der ersten Sterne (Dunkler Stern, dark stars) vor.
Weiter gab sie Obergrenzen für die Häufigkeit magnetischer Monopole im Universum an, schlug Modelle für die Inflation vor (Natural Inflation 1990, Chain Inflation) und schlug eine alternative Erklärung dunkler Energie vor (Modifikation der Friedmann-Gleichung, von ihr Cardassian Expansion genannt).

## Schriften (Auswahl)
Außer den in den Fußnoten zitierten Arbeiten:
- mit A. K. Drukier, David Spergel: Detecting cold dark-matter candidates, Phys. Rev. D, Band 33, 1986, S. 3495
- mit F. C. Adams, J. A. Frieman, E. Mottola: Cosmology with decaying vacuum energy, Nuclear Physics B, Band 287, 1987, S. 797–814
- The Cosmic Cocktail: Three Parts Dark Matter, Science Essentials 2014
- Status of dark matter in the universe, Proc. 14th Marcel Grossmann Meeting, Rom 2015